# Langenzell (Metzlersreuth)
Langenzell war ein Gemeindeteil der Gemeinde Metzlersreuth im königlich-bayerischen Bezirksamt Berneck. Heute befindet sich die Wüstung im Gemeindegebiet der Stadt Gefrees im Landkreis Bayreuth (Oberfranken, Bayern).

## Geografie
Die Einöde lag auf freier Flur auf einer Höhe von 576 m ü. NHN. Das Anwesen trug eine eigene Hausnummer. Das zugehörige Grundstück hatte nur eine Fläche von 1182 m². Ein Feldweg führte 1,3 km südlich nach Metzlersreuth.

## Geschichte
Gegen Ende des 18. Jahrhunderts bestand Langenzell aus einem Anwesen. Die Hochgerichtsbarkeit stand dem bayreuthischen Stadtvogteiamt Gefrees zu. Die bambergische Amtsverwaltung Grünstein war Grundherr des Hauses.
Von 1797 bis 1810 unterstand Langenzell dem Justiz- und Kammeramt Gefrees. Infolge des Ersten Gemeindeedikts wurde Langenzell dem 1812 gebildeten Steuerdistrikt Metzlersreuth und der zugleich entstandenen Ruralgemeinde Metzlersreuth zugewiesen. 1904 galt das Anwesen als unbewohnt, laut dem Gemeindeverzeichnis von 1911 bestand die Gemeinde Metzlersreuth noch aus acht Orten, d. h., dass Langenzell noch dazugerechnet wurde.

### Einwohnerentwicklung
| Jahr      | 001812 | 001861 | 001871 | 001885 | 001900 |
| Einwohner | 6      | 5      | 7      | 13     | 0      |
| Häuser    | 1      |        |        | 1      | 1      |
| Quelle    | [ 7 ]  | [ 8 ]  | [ 9 ]  | [ 10 ] | [ 4 ]  |

## Religion
Langenzell war evangelisch-lutherisch geprägt nach St. Johannes der Täufer (Gefrees) gepfarrt.